# Aparecida (cantora)
Maria Aparecida Martins (Caxambu, 4 de dezembro de 1939 - Rio de Janeiro, 1985) foi uma cantora e compositora brasileira, de carreira dedicada principalmente ao samba e a ritmos africanos.

## Biografia
Mudou-se para o Rio de Janeiro em 1949, com sua família. Trabalhou como passadeira em casas de família no bairro de Vila Isabel. Em 1952, começou a compor. Iniciou a carreira artística pelas mãos de Salvador Batista, em cujo grupo atuou como passista por dez anos.
Foi à França no início dos anos 60, apresento-se numa boate onde interpretava suas próprias composições. Em 1965, voltou para o Brasil e venceu o Concurso de Música de Carnaval do IV Centenário da Cidade do Rio de Janeiro. No mesmo ano, seu samba Zumbi, Zumbi  venceu o III Festival de Música de Favela.
Em 1968, compôs o samba-enredo A sonata das matas para a escola de samba Caprichosos de Pilares. Foi a segunda mulher a vencer uma dipsuta de samba-enredo numa escola, depois de Dona Ivone Lara.
Ao lado de Darci da Mangueira, Sidney da Conceição, Sabrina e Chico Bondade, entre outros, participou do LP Roda de Samba em 1974. Foi a primeira vez em que gravou uma composição de sua autoria, Boa-noite. No mesmo ano, saiu o disco Roda de samba nº 2, com Nelson Cavaquinho, Sabrina, Roque do Plá, Rubens da Mangueira e Dida. Desta vez, Aparecida interpretou Proteção (David Lima e Pinga) e Rosas para Iansã (Josefina de Lima).
Seu primeiro disco solo, Aparecida, foi gravado em 1966. O repertório incluía suas músicas Talundê, Nanã Boroquê e Segredos do mar  (todas em parceria com Jair Paulo), Tereza Aragão, Meu São Benedito e Inferno verde. Também adaptou a canção folclórica A Maria começa a beber.
Demorou mais 10 anos para lançar seu segundo LP, Foram 17 anos, no qual voltou a gravar suas composições, entre elas 17 anos, Grongoiô, propoiô (parceria com João R. Xavier e Mariozinho de Acari) e Diongo, mundiongo. Nos anos seguintes vieram Grandes sucessos 1977), Cantigas de fé (1978), 13 de maio (1979), Os Deuses Afros (1980) e A rosa do mar (1983).

## Discografia
- Roda de samba (1974) - CID

- Roda de samba nº 2 (1974) - CID
- Aparecida (1975) - CID
- Foram 17 anos (1976) - CID
- Grandes sucessos (1977) - CID
- Cantigas de fé (1978) - RCA Victor
- 13 de maio (1979) - RCA Victor
- Os deuses afros (1980) - CID
- A rosa do mar (1983) - CID
- Aparecida, samba, afro, axé (1996) CID